# محمدباقر میرزا
محمدباقر میرزا، مشهور به صفی میرزا بزرگ‌ترین پسر شاه عباس بزرگ است.

## زندگانی
محمدباقر صفی میرزا، پسر بزرگ شاه عباس، در چهارشنبه ۱۲ ماه شوال سال ۹۹۵ هجری در مشهد متولد شد. مادر او فخرجهان بیگم شاهزاده‌ای گرجی بود. در یک سالگی اسماً حاکم خراسان بود و در پنج سالگی حاکم همدان شد. 
شاه عباس یکم در مورد تمامی پسرانش اعلام کرده بود که کسی نباید با آن‌ها رابطه داشته باشد یا حتی صحبت کند، بدین ترتیب شاهزاده اغلب اوقات در حرمسرا بود. شاهزاده صفی میرزا جوانی نیکو رفتار، مهربان و دلیر بود. 
شاه عباس همیشه نگران بود پسرانش درصدد تصاحب تاج و تخت برآیند. روزی دو تن از نزدیکان شاهزاده به شاه خبر دادند که صفی میرزا درصدد قتل اوست و چندین نفر از سران چرکس و قزلباش نیز صفی میرزا را به کشتن پدرش ترغیب کردند. شاهزاده نیز برای رفع بدگمانی شاه، وقایع را به او گزارش کرد. با این وجود، شاه در باطن بر صفی میرزا بدگمان ماند و شبانه، چندین بار جای خود را تغییر می‌داد. در همان روزها ملا مظفر گنابادی، از منجمان بزرگ دربار، به شاه گفت خطری متوجه اوست. بدین ترتیب شاه عباس که به‌رمالی و احکام نجومی اعتقاد کامل داشت، تصمیم به‌قتل فرزندش گرفت. او برای این منظور بهبود بیگ را برای قتل فرزندش فرستاد. شاهزاده محمدباقر میرزا در روز دوشنبه سوم محرم سال ۱۰۲۴ در یکی از کوچه‌های رشت در سن ۲۹ کشته شد. شاه عباس بعد از قتل فرزندش مدتی را در خفا و تنهایی به‌سر برد و به‌دلیل آگاهی از بی‌گناهی فرزندش از کار خود بسیار پشیمان شد به همین دلیل پسر بزرگ صفی میرزا، سلیمان میرزا را به ولیعهدی برگزید. 

## خانواده
صفی میرزا سه بار ازدواج کرد: در سال ۱۰۱۰ با فخر جهان بیگم دختر شاه اسماعیل دوم ازدواج کرد. سپس با دلارام خانم شاهزاده‌خانمی گرجی ازدواج کرد و برای آخرین بار با مارتا خانم شاهزاده خانمی گرجی ازدواج کرد. صفی میرزا دو پسر داشت: سلیمان میرزا از فخرجهان و پسر دیگر سام میرزا از دلارام. پس از مرگ صفی میرزا پسرش سام میرزا به عنوان جانشین شاه عباس برگزیده شد و با نام شاه صفی یکم به سلطنت رسید.